# Stora Kolesjö
Stora Kolesjö är en sjö i Marks kommun i Västergötland och ingår i Viskans huvudavrinningsområde.